# Ricardo Kirk
Ricardo João Kirk (Campos dos Goytacazes, 23 de março 1874 — General Carneiro, 1 de março de 1915) foi um militar brasileiro, primeiro oficial aviador do Exército Brasileiro. É o patrono da Aviação do Exército Brasileiro e também o patrono do Comando de Aviação do Exército também conhecido como brigada Ricardo Kirk.
O capitão Ricardo Kirk nasceu na cidade Campos dos Goytacazes, no Rio de Janeiro, no ano de 1874; matriculou-se na Escola Militar em 1891; foi promovido a alferes em novembro de 1893 e a primeiro-tenente em março de 1898 e capitão, post-mortem, em 1915.

## História
Ricardo Kirk foi o primeiro oficial do Exército Brasileiro a aprender a pilotar aviões. Foi brevetado em 22 de outubro de 1912, na École d'Aviation d'Etampes, na França. Ao retornar para o Brasil, participou do nascimento do Aeroclube do Brasil, onde desempenhou o cargo de Diretor Técnico.
Ao deflagrar a Guerra do Contestado, na divisa do Paraná com Santa Catarina, o tenente Ricardo Kirk foi convocado pelo general Setembrino de Carvalho para conduzir operações aéreas em apoio às operações terrestres, tendo executado basicamente missões de reconhecimento.
Três monoplanos foram deslocados para a área de conflito, estacionados no campo de aviação de União da Vitória, sob o comando do tenente Ricardo Kirk; o outro aviador era o civil italiano Ernesto Darioli. Esses três aviões, assim como o que foi destruído no transporte ferroviário, entre o Rio de Janeiro e a cidade de União da Vitória, pertenciam ao remanescente da flotilha da "Escola Brasileira de Aviação", que já havia funcionado no Campo dos Afonsos, em 1914, ou eram aviões cedidos pelo Aeroclube Brasileiro.

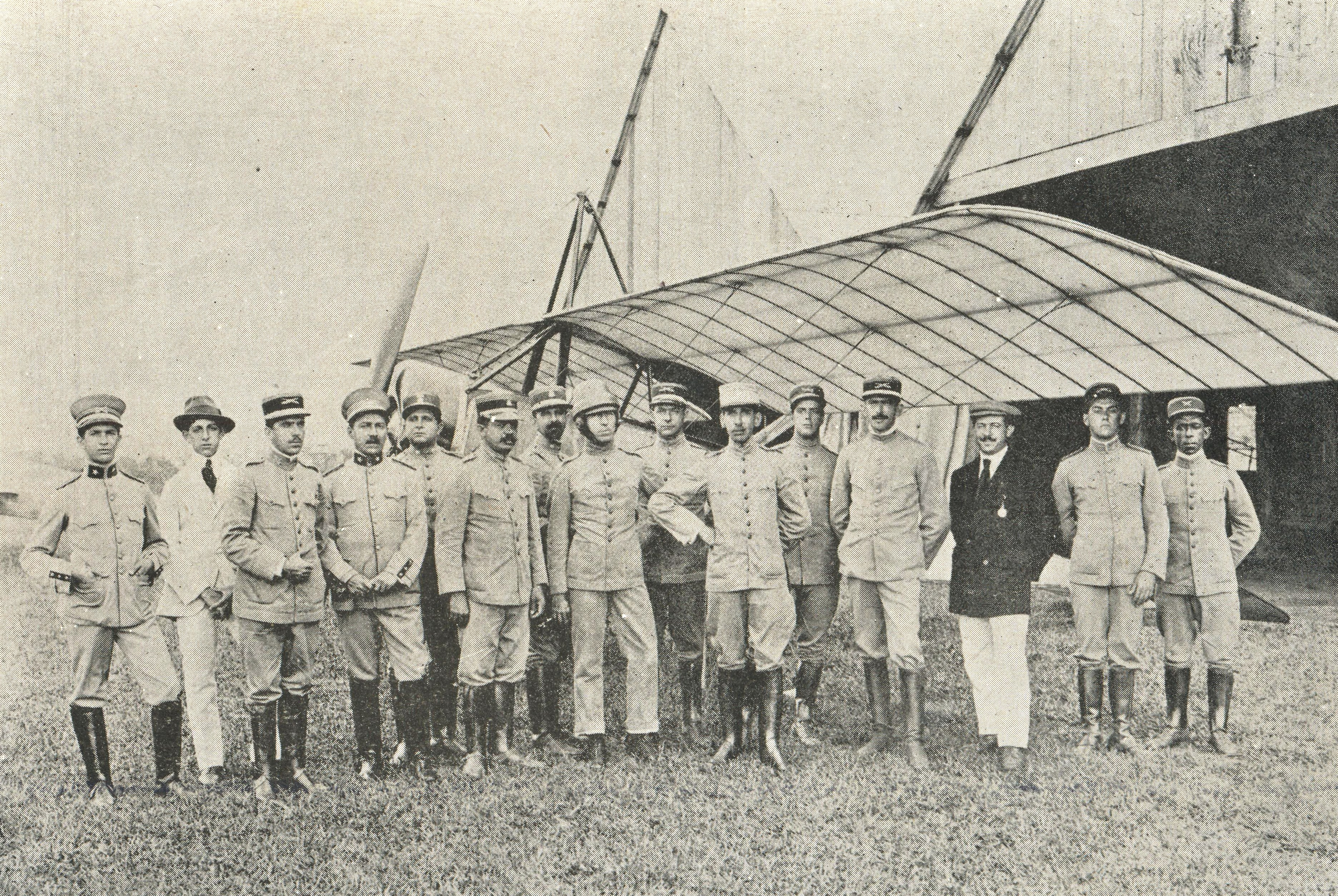
Oficiais do Exército Brasileiro, dentre eles o general Setembrino de Carvalho, ao centro com a mão na cintura, e o tenente Ricardo Kirk a seu lado usando o capacete, em Porto União, região do Contestado.

Em 1º de março de 1915, cumprindo uma dessas missões, sob condições desfavoráveis de visibilidade, Kirk teve uma pane mecânica que associada às condições meteorológicas marginais, acabou levando ao acidente que o vitimou.
No local do acidente, as margens da rodovia que leva União da Vitória a Caçador, no município de General Carneiro, foi erigido um monumento denominado "Cruz do Aviador". Inicialmente constava apenas de uma cruz de madeira, feita pelo camponês que socorreu o aviador acidentado. Rústica, feita de dormentes da Ferrovia do Contestado com o nome de Kirk entalhado a faca, permanece até hoje lembrando o infortúnio do primeiro acidente fatal de um aviador brasileiro. Em 05 de outubro de 1980, foi inaugurado um monumento no local pela prefeitura de General Carneiro, com a construção de uma estrutura de concreto armado simbolizando o avião de Ricardo Kirk ao redor da cruz de dormentes. Em 10 de março de 2002, o Comando de Aviação do Exército erigiu no local um busto em bronze do aviador.
Em outubro de 1943, os restos mortais do capitão Kirk foram transladados para o Mausoléu dos Aviadores, no cemitério São João Batista, no Rio de Janeiro. Em 1996 foram transladados para monumento em sua homenagem, erguido no Comando de Aviação do Exército, em Taubaté - SP.
No vértice nordeste do Campo dos Afonsos, existe uma colina denominada Ricardo Kirk, em homenagem ao bravo precursor da Aviação Militar; essa colina acha-se, hoje, muito diminuída por excessivos desmontes.

### Praça Capitão Ricardo João Kirk[7]
Em 12 de setembro de 2015, Porto União entregou a Praça Capitão Ricardo João Kirk, Patrono da Aviação do Exército, que está localizada em frente 5º Batalhão de Engenharia de Combate Blindado (BE Cmb Bld), na Avenida Santa Rosa.
Construída pela Prefeitura em parceria com o 5º BE Cmb Bld, UnC – Campus de Porto União e o Grupo Amigos do Capitão Kirk, a inauguração da praça faz parte da programação dos 98 anos de Porto União. O espaço foi construído especialmente para abrigar a réplica do avião utilizado pelo capitão, durante a Guerra do Contestado, representando o primeiro acidente com aeronave em missão militar das Américas, em 1915.

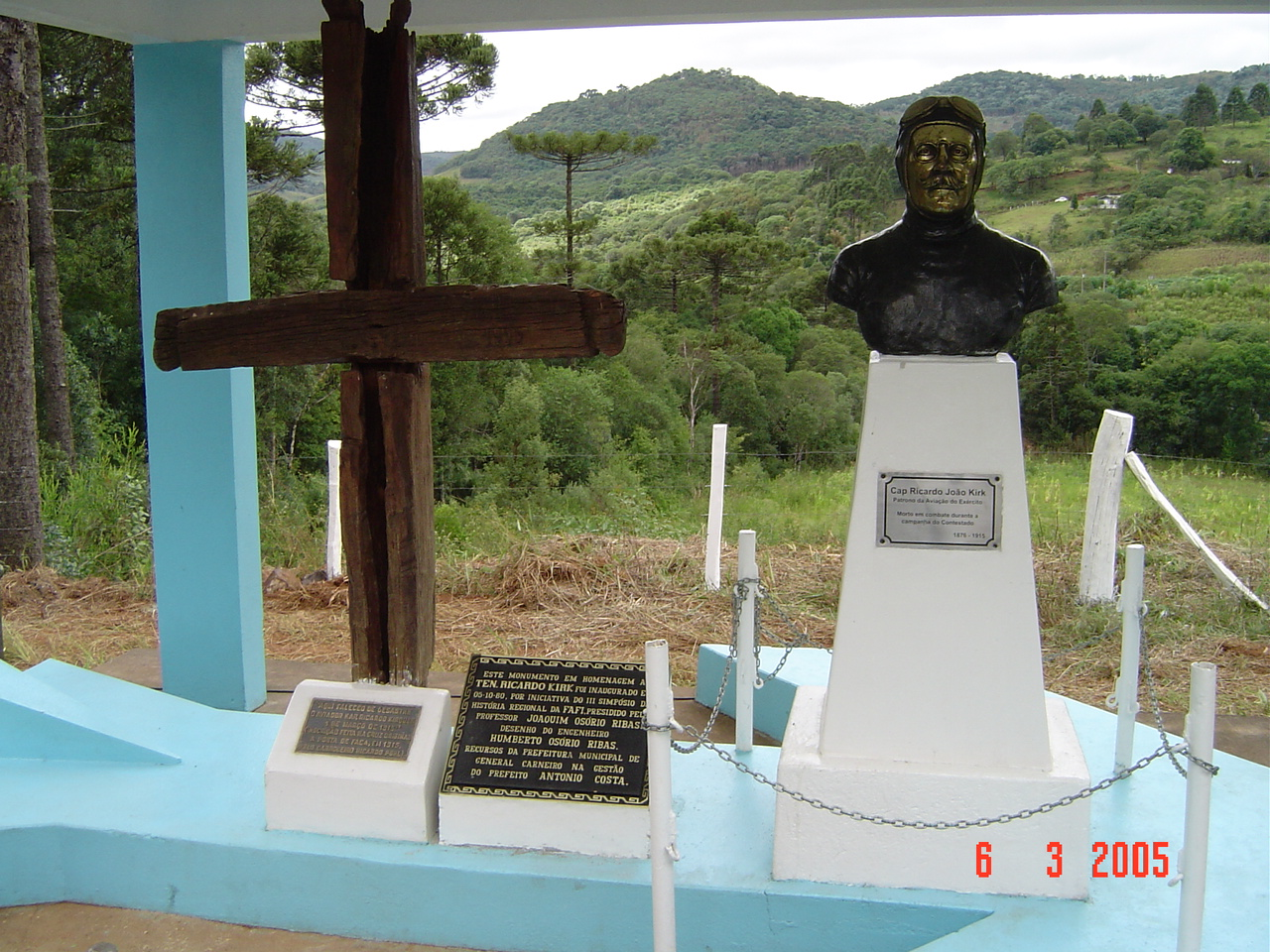
A Cruz do Aviador, General Carneiro, PR, 2005
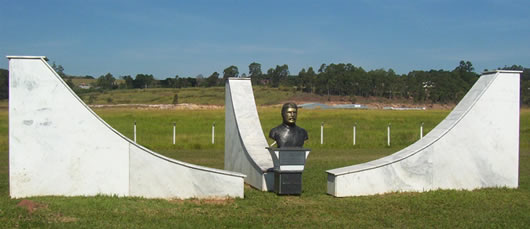
Monumento a Ricardo Kirk em Taubaté, SP, 1996
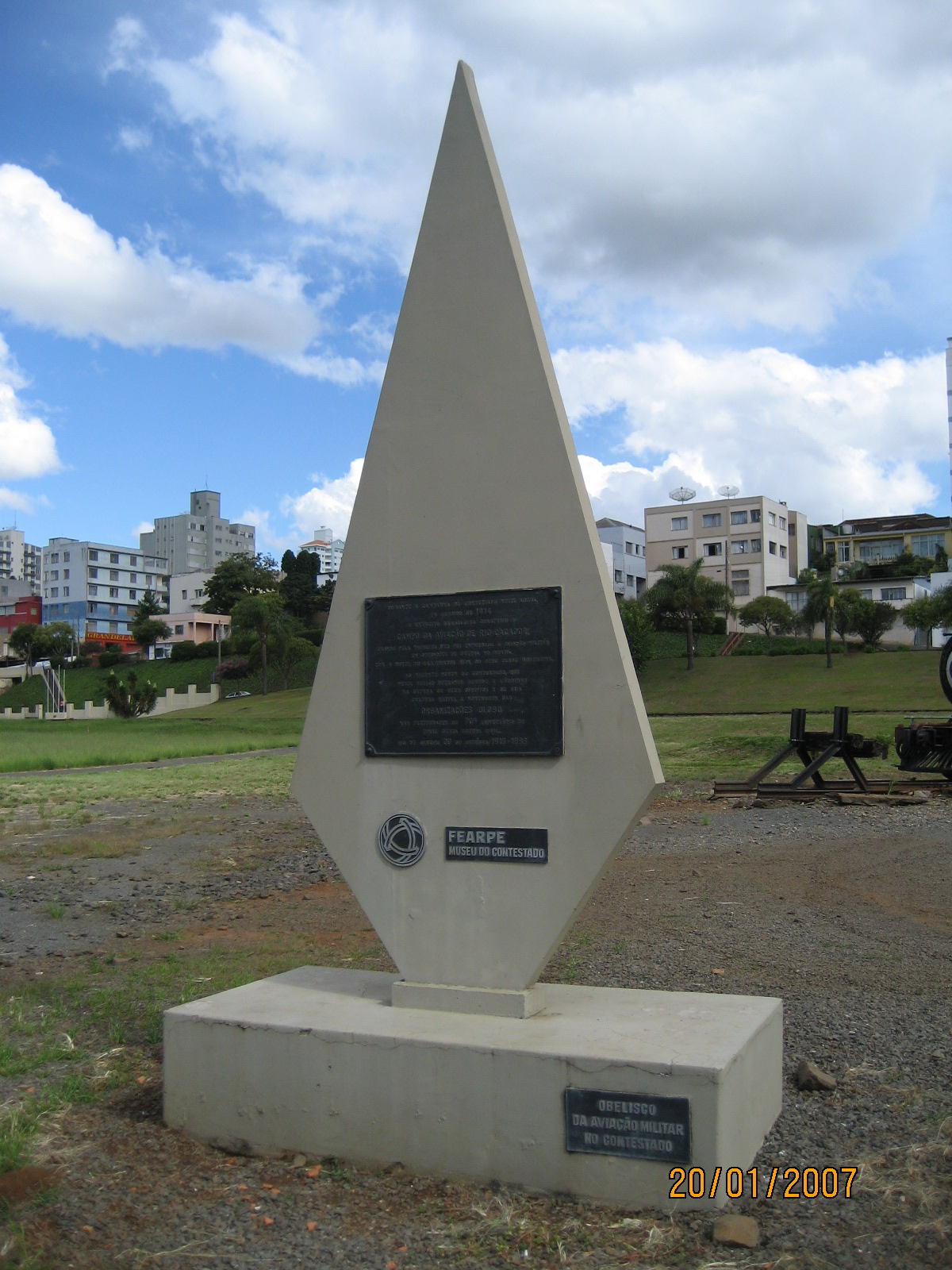
Monumento a Ricardo Kirk, Caçador, SC
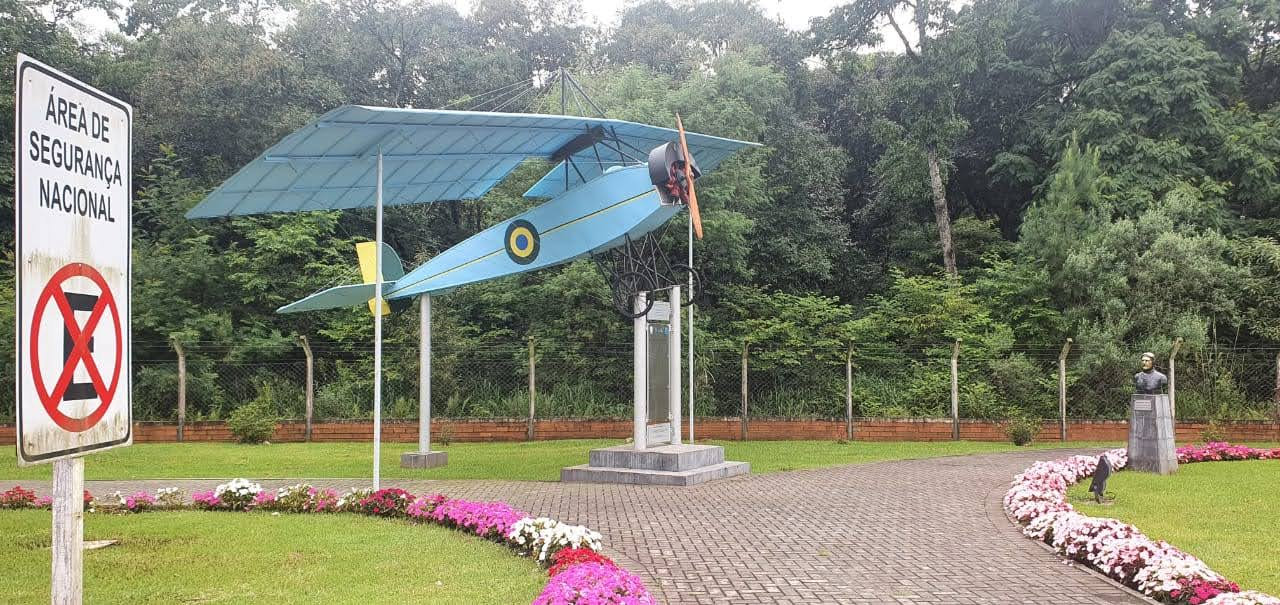
Vista lateral da réplica do avião de Ricardo Kirk, apresentada na praça Capitão Ricardo João Kirk, Porto União, SC
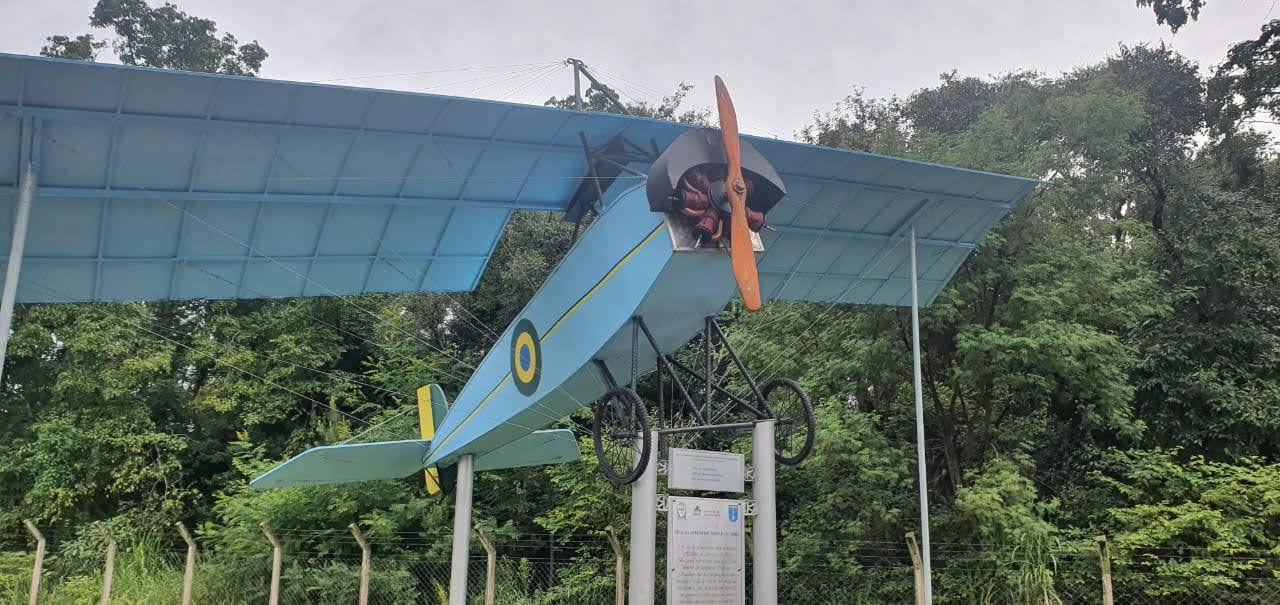
Vista frontal da réplica do avião de Ricardo Kirk, apresentada na praça Capitão Ricardo João Kirk
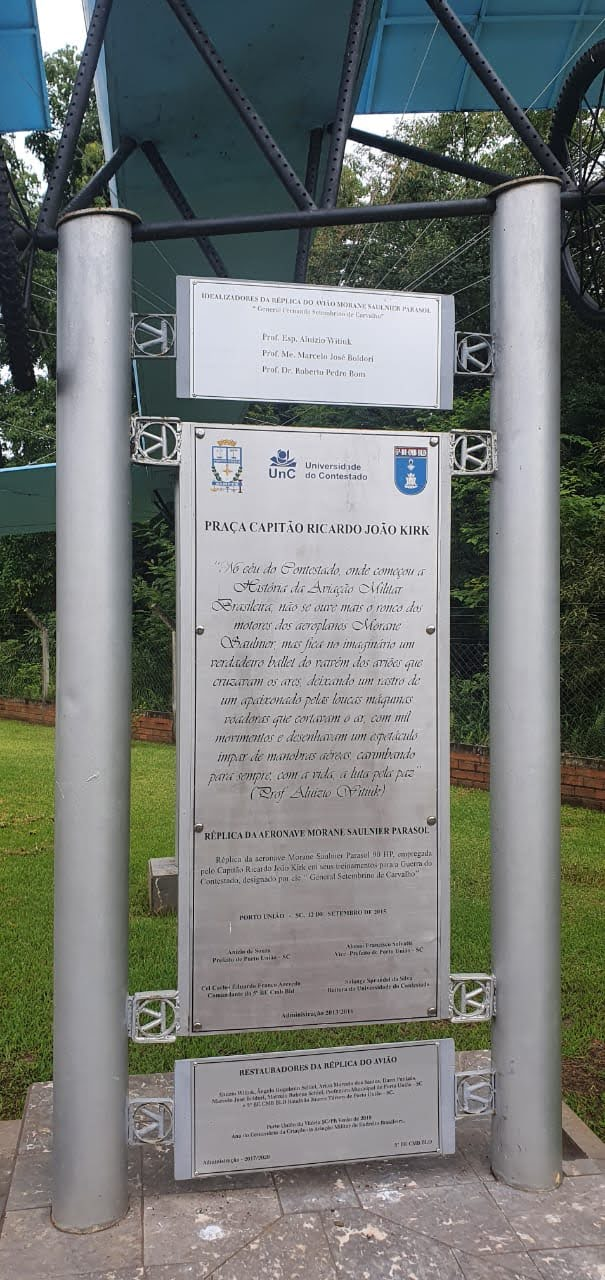
Placa descritiva na praça Capitão Ricardo João Kirk